# Gran Premio motociclistico di Germania 1979
Il Gran Premio motociclistico di Germania fu il terzo appuntamento del motomondiale 1979.
Si svolse il 6 maggio 1979 ad Hockenheim, e corsero tutte le classi (tranne i sidecar "moderni") alla presenza di 150.000 spettatori.
In 500 Wil Hartog dominò dall'inizio alla fine. Dietro di lui si piazzarono Kenny Roberts e Virginio Ferrari, il quale manteneva ancora la testa della classifica iridata. Ritirato Graziano Rossi con l'esordiente Morbidelli.
Jon Ekerold riuscì a battere Anton Mang in una spettacolare gara della 350; solo quarto Kork Ballington, penalizzato da un "dritto". Il sudafricano vinse la 250 davanti a Randy Mamola, quest'ultimo in sella ad una Bimota della scuderia Adriatica. Walter Villa, partito in entrambe le gare dalla pole position, non ebbe fortuna: nella quarto di litro terminò la benzina ad un giro dal termine quando era secondo, mentre in 350 ruppe la leva del cambio durante il giro di ricognizione.
Facile vittoria di Ángel Nieto in 125.
La 50 vide la vittoria di Gerhard Waibel, all'esordio iridato. Il poco più che ventenne tedesco (che scoprì di aver vinto solo dopo aver tagliato il traguardo) approfittò dei ritiri di Ricardo Tormo ed Eugenio Lazzarini. Waibel, con 20 anni e 140 giorni, stabilì anche il record di pilota più giovane a vincere una gara della classe 50; record che resisterà fino all'abolizione di questa cilindrata.
Rolf Steinhausen ritornò alla vittoria nei sidecar, che gli mancava dal GP di Cecoslovacchia 1977.

## Classe 500
42 piloti alla partenza, 21 al traguardo.

### Arrivati al traguardo
| Pos. | Pilota               | Moto   | Tempo     | Punti |
| ---- | -------------------- | ------ | --------- | ----- |
| 1    | Wil Hartog           | Suzuki | 42' 33" 9 | 15    |
| 2    | Kenny Roberts        | Yamaha | +3" 6     | 12    |
| 3    | Virginio Ferrari     | Suzuki | +12" 6    | 10    |
| 4    | Bernard Fau          | Suzuki | +25" 9    | 8     |
| 5    | Philippe Coulon      | Suzuki | +27" 9    | 6     |
| 6    | Franco Uncini        | Suzuki | +47" 4    | 5     |
| 7    | Jack Middelburg      | Suzuki | +48" 8    | 4     |
| 8    | Christian Sarron     | Yamaha | +1' 05" 1 | 3     |
| 9    | Steve Parrish        | Suzuki | +1' 06" 2 | 2     |
| 10   | Mike Baldwin         | Suzuki | +1' 27" 2 | 1     |
| 11   | Dennis Ireland       | Suzuki | +1 giro   |       |
| 12   | Elmar Renner         | Suzuki | +1 giro   |       |
| 13   | Henk de Vries        | Suzuki | +1 giro   |       |
| 14   | Gerhard Vogt         | Suzuki | +1 giro   |       |
| 15   | Hans-Otto Butenuth   | Suzuki | +1 giro   |       |
| 16   | Max Nöthiger         | Suzuki | +1 giro   |       |
| 17   | Herbert Schieferecke | Suzuki | +1 giro   |       |
| 18   | Bosse Granath        | Suzuki | +2 giri   |       |
| 19   | King Wong Kwong      | Suzuki | +2 giri   |       |
| 20   | Michael Schmid       | Suzuki | +2 giri   |       |
| 21   | Stefano Bonetti      | Suzuki | +4 giri   |       |

### Ritirati
| Pilota             | Moto       | Motivo ritiro         |
| ------------------ | ---------- | --------------------- |
| Max Wiener         | Suzuki     | problemi al motore    |
| Barry Sheene       | Suzuki     | rottura di una biella |
| Boet van Dulmen    | Suzuki     | rottura del motore    |
| Graziano Rossi     | Morbidelli | noie meccaniche       |
| Giovanni Pelletier | Suzuki     | noie meccaniche       |
| Tom Herron         | Suzuki     | problemi al motore    |
| Marco Lucchinelli  | Suzuki     | noie meccaniche       |
| Jürgen Steiner     | Suzuki     | problemi al motore    |
| Børge Nielsen      | Suzuki     | problemi al motore    |
| Carlo Perugini     | Suzuki     |                       |
| Gianni Rolando     | Suzuki     |                       |
| Carlo Prati        | Suzuki     |                       |
| Seppo Ojala        | Suzuki     |                       |
| Alex George        | Suzuki     |                       |
| Gustav Reiner      | Suzuki     |                       |
| Sandro Moro        | Suzuki     |                       |
| Hiroyuki Kawasaki  | Suzuki     |                       |
| Mick Grant         | Suzuki     |                       |
| Hans Schöfer       | Yamaha     |                       |
| Michel Rougerie    | Suzuki     |                       |

### Non partito
| Pilota         | Moto   |
| -------------- | ------ |
| Peter Sjöström | Suzuki |

## Classe 350

### Arrivati al traguardo
| Pos. | Pilota             | Moto     | Tempo     | Punti |
| ---- | ------------------ | -------- | --------- | ----- |
| 1    | Jon Ekerold        | Yamaha   | 44' 27" 3 | 15    |
| 2    | Anton Mang         | Kawasaki | +0" 6     | 12    |
| 3    | Michel Frutschi    | Yamaha   | +6" 1     | 10    |
| 4    | Kork Ballington    | Kawasaki | +19" 4    | 8     |
| 5    | Christian Estrosi  | Kawasaki | +20" 0    | 6     |
| 6    | Roland Freymond    | Yamaha   | +22" 3    | 5     |
| 7    | Pekka Nurmi        | Yamaha   | +1' 08" 1 | 4     |
| 8    | Vic Soussan        | Yamaha   | +1' 08" 1 | 3     |
| 9    | Richard Hubin      | Yamaha   | +1' 16" 4 | 2     |
| 10   | Yoshimi Matsumoto  | Yamaha   | +1' 19" 1 | 1     |
| 11   | Max Wiener         | Yamaha   | +1' 22" 7 |       |
| 12   | Jeffrey Sayle      | Yamaha   | +1' 22" 8 |       |
| 13   | W. Hilbk           | Yamaha   | +1' 23" 1 |       |
| 14   | Toni Haad          | Yamaha   | +1' 48" 0 |       |
| 15   | Klaas Hernamdt     | Yamaha   | +1' 48" 2 |       |
| 16   | Sadao Asami        | Yamaha   | +1' 57" 3 |       |
| 17   | John Long          | Yamaha   | +2' 12" 9 |       |
| 18   | Josef Hage         | Yamaha   |           |       |
| 19   | J. Beck            | Yamaha   | +1 giro   |       |
| 20   | René Delaby        | Yamaha   |           |       |
| 21   | A. Granath         | Yamaha   |           |       |
| 22   | Olivier Liégeois   | Yamaha   |           |       |
| 23   | Wulf Gerstenmaiser | Yamaha   |           |       |
| 24   | Walter Migliorati  | Yamaha   |           |       |
| 25   | Kenny Blake        | Yamaha   |           |       |
| 26   | Hans Schöfer       | Yamaha   |           |       |
| 27   | John Weeden        | Yamaha   | +2 giri   |       |

### Ritirati
| Pilota            | Moto          | Motivo ritiro |
| ----------------- | ------------- | ------------- |
| Gianfranco Bonera | Yamaha        | caduta        |
| Gregg Hansford    | Kawasaki      |               |
| Michel Rougerie   | Bimota-Yamaha |               |
| Patrick Fernandez | Yamaha        |               |
| Pentti Korhonen   | Yamaha        |               |
| Chas Mortimer     | Yamaha        |               |
| Ernst Fagerer     | Yamaha        |               |
| Éric Saul         | Yamaha        |               |
| Barry Ditchburn   | Kawasaki      |               |
| Alan North        | Yamaha        |               |
| Gustav Reiner     | Yamaha        |               |
| Gregg Barsdorf    | Yamaha        |               |
| Armand Gras       | Yamaha        |               |
| Eero Hyvärinen    | Yamaha        |               |
| Grunwald Harfmann | Yamaha        |               |
| Randy Mamola      | Bimota        |               |
| Horst Lahfeld     | Yamaha        |               |
| Bernd Tüngethal   | Yamaha        |               |
| Patrick Pons      | Yamaha        |               |

### Non partito
| Pilota       | Moto   |
| ------------ | ------ |
| Walter Villa | Yamaha |

## Classe 250
51 piloti alla partenza, 34 al traguardo.

### Arrivati al traguardo
| Pos. | Pilota                       | Moto       | Tempo     | Punti |
| ---- | ---------------------------- | ---------- | --------- | ----- |
| 1    | Kork Ballington              | Kawasaki   | 38' 34" 4 | 15    |
| 2    | Randy Mamola                 | Adriatica  | +4" 2     | 12    |
| 3    | Anton Mang                   | Kawasaki   | +16" 3    | 10    |
| 4    | Jon Ekerold                  | Yamaha     | +34" 7    | 8     |
| 5    | Guy Bertin                   | Yamaha     | +34" 9    | 6     |
| 6    | Gregg Hansford               | Kawasaki   | +35" 2    | 5     |
| 7    | Hans Müller                  | Yamaha     | +38" 3    | 4     |
| 8    | Barry Ditchburn              | Kawasaki   | +49" 4    | 3     |
| 9    | Pentti Korhonen              | Yamaha     | +51" 6    | 2     |
| 10   | Alan North                   | Yamaha     | +56" 6    | 1     |
| 11   | Gianpaolo Marchetti          | MBA        | +1' 09" 3 |       |
| 12   | Jean-François Baldé          | Kawasaki   |           |       |
| 13   | Vic Soussan                  | Yamaha     |           |       |
| 14   | Éric Saul                    | Yamaha     |           |       |
| 15   | Harald Merkl                 | Yamaha     |           |       |
| 16   | Patrick Fernandez            | Yamaha     |           |       |
| 17   | Olivier Chevallier           | Yamaha     |           |       |
| 18   | Graziano Rossi               | Morbidelli |           |       |
| 19   | Josef Hage                   | Yamaha     |           |       |
| 20   | Roland Kopf                  | Yamaha     |           |       |
| 21   | Reino Eskelinen              | Yamaha     |           |       |
| 22   | Eero Hyvärinen               | Yamaha     |           |       |
| 23   | Paolo Pileri                 | Yamaha     |           |       |
| 24   | Thierry Espié                | Yamaha     |           |       |
| 25   | John Long                    | Yamaha     |           |       |
| 26   | Fernando González De Nicolás | Yamaha     |           |       |
| 27   | Walter Villa                 | Yamaha     |           |       |
| 28   | Walter Hoffmann              | Yamaha     |           |       |
| 29   | August Auinger               | Yamaha     |           |       |
| 30   | John Weeden                  | Yamaha     |           |       |
| 31   | Hans Gasser                  | Kawasaki   |           |       |
| 32   | Willem-Jan Nooteboom         | Yamaha     |           |       |
| 33   | Peter Baláž                  | Yamaha     |           |       |
| 34   | Wulf Gerstenmaier            | Yamaha     |           |       |

### Ritirati
| Pilota            | Moto     | Motivo ritiro |
| ----------------- | -------- | ------------- |
| Sadao Asami       | Yamaha   |               |
| Richard Hubin     | Yamaha   |               |
| Edi Stöllinger    | Kawasaki |               |
| Christian Estrosi | Kawasaki |               |
| Harald Johler     | Yamaha   |               |
| Roland Freymond   | Yamaha   |               |
| Chas Mortimer     | Yamaha   |               |
| Gregg Barsdorf    | Yamaha   |               |
| Armand Gras       | Yamaha   |               |
| Frank Steinhausen | Yamaha   |               |
| Pekka Nurmi       | Yamaha   |               |
| Grunwald Harfmann | Yamaha   |               |
| Bernd Tüngethal   | Yamaha   |               |
| Raymond Roche     | Yamaha   |               |
| R. Weib           | Yamaha   |               |
| G. Young          | Yamaha   |               |

## Classe 125
51 piloti alla partenza, 33 al traguardo.

### Arrivati al traguardo
| Pos. | Pilota                 | Moto         | Tempo     | Punti |
| ---- | ---------------------- | ------------ | --------- | ----- |
| 1    | Ángel Nieto            | Minarelli    | 35' 35" 8 | 15    |
| 2    | Harald Bartol          | Morbidelli   | +1" 7     | 12    |
| 3    | Walter Koschine        | Delta-Fantic | +55" 7    | 10    |
| 4    | Hans Müller            | MBA-Elit     | +56" 0    | 8     |
| 5    | Gert Bender            | Bender       | +58" 3    | 6     |
| 6    | Eugenio Lazzarini      | Morbidelli   | +59" 4    | 5     |
| 7    | Per-Edvard Carlsson    | MBA          | +1' 12" 4 | 4     |
| 8    | Peter Looijesteijn     | MBA          | +1' 12" 6 | 3     |
| 9    | Alfred Waibel          | Morbidelli   | +1' 13" 0 | 2     |
| 10   | Patrick Hérouard       | Morbidelli   | +1' 23" 6 | 1     |
| 11   | Pier Paolo Bianchi     | Minarelli    | +1' 26" 0 |       |
| 12   | Stefan Jansen          | Morbidelli   |           |       |
| 13   | D. Braun               | MBA          |           |       |
| 14   | Jean-Louis Guignabodet | Morbidelli   |           |       |
| 15   | K. Illigen             | Morbidelli   |           |       |
| 16   | Matti Kinnunen         | MBA          |           |       |
| 17   | Jean-François Lecureux | Morbidelli   |           |       |
| 18   | Cees van Dongen        | Morbidelli   |           |       |
| 19   | Thierry Noblesse       | Morbidelli   |           |       |
| 20   | Walter Rapolani        | Morbidelli   |           |       |

### Ritirati
| Pilota             | Moto       | Motivo ritiro |
| ------------------ | ---------- | ------------- |
| Clive Horton       | Morbidelli |               |
| Patrick Plisson    | Morbidelli |               |
| Stefan Dörflinger  | Morbidelli |               |
| August Auinger     | Morbidelli |               |
| Ernst Fagerer      | Morbidelli |               |
| Ricardo Tormo      | Bultaco    |               |
| Rolf Blatter       | Morbidelli |               |
| Enrico Cereda      | MBA        |               |
| Jean-Claude Selini | MBA        |               |
| W. Rothmann        | Morbidelli |               |
| J. Roller          | Morbidelli |               |
| Bruno Kneubühler   | MBA        |               |
| Hagen Klein        | Morbidelli |               |
| Aldo Pero          | Kreidler   |               |
| Thierry Espié      | Motobécane |               |

## Classe 50

### Arrivati al traguardo
| Pos. | Pilota             | Moto         | Tempo     | Punti |
| ---- | ------------------ | ------------ | --------- | ----- |
| 1    | Gerhard Waibel     | Kreidler     | 30' 07" 0 | 15    |
| 2    | Peter Looijesteijn | Kreidler     | +11" 3    | 12    |
| 3    | Ingo Emmerich      | Kreidler     | +11" 9    | 10    |
| 4    | Rolf Blatter       | Kreidler     | +12" 1    | 8     |
| 5    | Reiner Scheidhauer | Kreidler     | +29" 0    | 6     |
| 6    | Aldo Pero          | Kreidler     | +29" 4    | 5     |
| 7    | Hagen Klein        | Hess Spezial | +52" 9    | 4     |
| 8    | Rudolf Kunz        | Kreidler     | +54" 4    | 3     |
| 9    | Hans-Jürgen Hummel | Kreidler     | +1' 02" 6 | 2     |
| 10   | Jacky Hutteau      | ABF          | +1' 24" 9 | 1     |
| 11   | Günter Schirnhofer | Kreidler     | +1' 32" 1 |       |
| 12   | Sergio Zattoni     | LGM          | +1' 32" 4 |       |
| 13   | Chris Baert        | Kreidler     | +1' 32" 8 |       |
| 14   | Luigi Rinaudo      | Tomos        | +1' 32" 9 |       |
| 15   | M. Ketter          | Kreidler     | +1' 37" 0 |       |
| 16   | G. Bauer           | Kreidler     | +1' 39" 1 |       |
| 17   | Otto Machinek      | Kreidler E   | +1' 49" 5 |       |
| 18   | Bruno Di Carlo     | Kreidler MDC | +1' 49" 8 |       |
| 19   | K. Kull            | Kreidler VV  | +1' 53" 9 |       |
| 20   | Ezio Mischiatti    | LGM          | +2' 44" 7 |       |
| 21   | Wolfgang Golembeck | Kreidler     | +3' 12" 7 |       |
| 22   | Hermano Sande      | Kreidler     | +1 giro   |       |
| 23   | D. Goeppner        | Kreidler     |           |       |
| 24   | J. Vainio          | Kreidler     |           |       |
| 25   | Zbyněk Havrda      | Kreidler OKD |           |       |

### Ritirati
| Pilota             | Moto           | Motivo ritiro      |
| ------------------ | -------------- | ------------------ |
| Eugenio Lazzarini  | Kreidler VV    | caduta             |
| Ricardo Tormo      | Bultaco        | rottura del motore |
| Patrick Plisson    | ABF            |                    |
| Wolfgang Müller    | Kreidler VV    |                    |
| Stefan Dörflinger  | Kreidler       |                    |
| Henk van Kessel    | Condor         |                    |
| Joaquín Galí       | Bultaco        |                    |
| M. Van De Steen    | Special        |                    |
| Cees van Dongen    | Kreidler       |                    |
| Z. Krstic          | Tomos          |                    |
| Walter Rapolani    | Kreidler       |                    |
| F. Ungar           | Kreidler       |                    |
| Yves Le Toumelin   | TYL            |                    |
| Gerhard Singer     | Kreidler       |                    |
| Kasimir Rapczynski | Kreidler       |                    |
| F. Jacobs          | Kreidler       |                    |
| K. Sedlacek        | Kreidler       |                    |
| B. Treutlein       | WMS Spezial    |                    |
| S. Danielsson      | Kreidler GP    |                    |
| Daniel Corvi       | Scrab-Kreidler |                    |
| R. Schuster        | Kreidler       |                    |

## Classe sidecar B2A
Per le motocarrozzette "tradizionali" si trattò della 186ª gara effettuata dall'istituzione della classe nel 1949; si svolse su 14 giri, per una percorrenza di 95,040 km.
Pole position di Max Venus/Norbert Bittermann (Yamaha); giro più veloce di Rolf Steinhausen/Kenny Arthur (KSA-Yamaha) in 2' 28" 0 a 165,100 km/h.
Jock Taylor fu costretto a correre in coppia con Jim Law a causa della frattura di un polso del suo passeggero abituale, James Neil. Il sostituto avrebbe dovuto essere il britannico Dave Powell che trovò però la morte durante una gara minore a Oulton Park (proprio come passeggero di Taylor) poche settimane prima della prova di Hockenheim.
37 equipaggi alla partenza. Rolf Biland non viene ammesso alla gara perché il suo sidecar è giudicato irregolare.

### Arrivati al traguardo
| Pos | Pilota            | Passeggero           | Moto           | Tempo     | Punti |
| --- | ----------------- | -------------------- | -------------- | --------- | ----- |
| 1   | Rolf Steinhausen  | Kenny Arthur         | KSA-Yamaha     | 35' 10" 2 | 15    |
| 2   | Siegfried Schauzu | Lorenzo Puzo         | Busch-Yamaha   | +1" 3     | 12    |
| 3   | Dick Greasley     | John Parkins         | Convent-Yamaha | +7" 2     | 10    |
| 4   | George O'Dell     | Cliff Holland        | S/C-Yamaha     | +23" 2    | 8     |
| 5   | Jock Taylor       | Jim Law              | Windle-Yamaha  | +26" 9    | 6     |
| 6   | Hermann Huber     | Bernhard Schappacher | Krauser-Yamaha | +39" 2    | 5     |
| 7   | Werner Schwärzel  | Andreas Huber        | Yamaha         |           | 4     |
| 8   | Jesco Höckert     | Helmut Weiser        | Busch-Yamaha   |           | 3     |
| 9   | Bill Hodgkins     | Donnie Williams      | Dogby-Yamaha   |           | 2     |
| 10  | Göte Brodin       | Billy Gällros        | Krauser-Yamaha |           | 1     |